# Hendrik II van Borselen
Hendrik II van Borselen (~1404 - slot Zandenburg 15 maart 1474) was heer van Veere en Zandenburg, Vlissingen, Westkapelle, Domburg, Brouwershaven en graaf van Grandpré. Hij werd Monsieur De La Vère genoemd. Hij was een zoon van Wolfert V van Borselen. Na de Zoen van Delft in 1428 werd hij lid van de Raad van 9 edelen.

## Leven
Na de dood van zijn vader stond hij aanvankelijk nog onder voogdij. In 1429 trouwde hij met Johanna van Halewijn. Vanaf 1433 was Filips de Goede officieel de graaf van Holland en Zeeland, maar deze moest wel degelijk rekening houden met de macht van Hendrik II. Deze bezat een eigen koopvaardijvloot en voerde op eigen houtje kaperoorlogen, maar had ook een machtige positie op Walcheren.
Zijn aanzien strekte zich uit tot ver buiten Zeeland. In 1444 wist hij zijn zoon Wolfert VI van Borselen in het huwelijk te laten treden met prinses Maria Stuart, dochter van koning Jacobus I van Schotland. Zijn dochter Margaretha trouwde met Lodewijk van Gruuthuse.
In 1445 werd hij ridder in de Orde van het Gulden Vlies. Karel VII van Frankrijk stelde hem in 1446 aan als lieutenant general sur le fait de la guerre de la mer. 
In 1427 kreeg Hendrik een toezegging van belening van graaf Filips de Goede voor de steden Vlissingen, Westkapelle en Domburg, die voorheen in bezit waren geweest van Lodewijk, de Bastaardzoon van graaf Willem VI van Holland. Na de Zoen van Delft in 1428 werd Lodewijk echter weer in zijn rechten hersteld, en werd de toezegging aan Hendrik kennelijk genegeerd. Desondanks liet Hendrik zich in de jaren 1438-1441 in tal van oorkonden aanduiden als heer van Veere, Zandenburg én Vlissingen. Na de dood van Lodewijk in 1440 verzocht Hendrik graaf Filips de Goede hem alsnog in het bezit van de drie steden te stellen. Filips ging hier niet op in en beleende zijn bastaardzoon Cornelis van Bourgondië met Vlissingen, Westkapelle en Domburg. Hendrik zijn aanspraken werden afgekocht voor 1000 pond groot. Ook na het overlijden van Cornelis in 1452 kwam Hendrik net in aanmerking. Filips verpachtte Vlissingen, Westkapelle en Domburg voor negen jaar aan Adriaan van Borselen van Brigdamme, een verre achterneef van Hendrik. In 1453 kreeg Hendrik alsnog zijn zin. Filips de Goede verpandde - om geld te verkrijgen voor de onderdrukking van de Gentse Opstand - voor 17 jaar Vlissingen, Westkapelle en Domburg aan Hendrik voor 12000 gouden schilden. Hierdoor sloot hij, met Veere erbij, Middelburg van drie zijden af van de zee en controleerde de rede van Walcheren en de havens van Middelburg en Arnemuiden. Adriaan van Borselen van Brigdamme zou de drie steden voor het resterenden deel van de negen jaar in pacht blijven houden, enkel nu van de heer van Veere in plaats van de graaf. Van het terugkopen van de steden kwam het echter nooit meer, gravin Maria van Bourgondië zag in 1477 helemaal af van haar recht en beleende Hendriks zoon en opvolger Wolfert VI met Vlissingen, Westkapelle en Domburg als onversterflijk erfleen.
In 1467 kocht hij het graafschap Grandpré in het huidige Franse departement Ardennes.

## Zeemacht
In 1436 leverde hij drie schepen aan Filips de Goede om bij te dragen aan de blokkade van Calais. Nadat in 1438 de Hollands-Wendische Oorlog was begonnen, zeilde hij in 1441 de Elbe en de Wezer op en sleepte een aantal Hanzekoggen weg bij Hamburg en Bremen.
In 1470, na gebroken te hebben met Eduard IV van Engeland tijdens de Rozenoorlogen, vluchtte Richard Neville, graaf van Warwick, bijgenaamd de kingmaker, uit Engeland en kaapte met zijn schepen meerdere Nederlandse vaartuigen. Hierop bracht Karel de Stoute een vloot van 23 schepen bijeen. Hendrik van Borselen werd vanwege zijn ruime ervaring aangesteld als vloothoofd en voerde zo zelfs het bevel over de admiraal van Vlaanderen, Joost van Lalaing. Warwick vluchtte via Normandië naar Engeland en wist daar Eduard af te zetten en Hendrik VI aan de macht te brengen. Hierop stelde Karel de Stoute wederom een vloot beschikbaar waarmee Eduard in staat was Hendrik VI af te zetten. Hendrik van Borselen werd door Eduard tot kamerling benoemd voor bewezen diensten en Veere verkreeg nieuwe handelsvoorrechten. Van Karel kreeg hij de heerlijkheid Fallais in het Prinsbisdom Luik en kocht hij in 1472 een deel van Brouwershaven.

## Zelfstandigheid
Hendrik heeft wel diensten verricht voor de Bourgondische hertogen, maar nooit zijn onafhankelijke positie opgegeven door voor hen het ambt van admiraal op te nemen. Hoewel zijn positie als admiraal in Franse dienst door Karel de Stoute in het kapittel van de Orde van het Gulden Vlies ter sprake werd gebracht, gaf hij dit ambt niet op. Nog tijdens zijn leven werd zijn zoon Wolfert in 1466 aangesteld als opvolger van Jan van Luxemburg, als general admiral de la mer d'Artois, Boulonnais, Hollande, Zélande et Frise. Echter pas na de dood van zijn vader trad Wolfert op als vloothoofd.

## Voorouders
| Voorouders van Hendrik II van Borselen | Voorouders van Hendrik II van Borselen                                            | Voorouders van Hendrik II van Borselen                                            | Voorouders van Hendrik II van Borselen                                            | Voorouders van Hendrik II van Borselen                                            | Voorouders van Hendrik II van Borselen                                            | Voorouders van Hendrik II van Borselen                                            | Voorouders van Hendrik II van Borselen                                            | Voorouders van Hendrik II van Borselen                                            |
| -------------------------------------- | --------------------------------------------------------------------------------- | --------------------------------------------------------------------------------- | --------------------------------------------------------------------------------- | --------------------------------------------------------------------------------- | --------------------------------------------------------------------------------- | --------------------------------------------------------------------------------- | --------------------------------------------------------------------------------- | --------------------------------------------------------------------------------- |
| Overgrootouders                        | Wolfert III van Borselen (1313-1351) ∞ 1410 Hedwig Both van der Eem (1320-1371)   | Wolfert III van Borselen (1313-1351) ∞ 1410 Hedwig Both van der Eem (1320-1371)   | Gijsbrecht van Vianen (1320-1391) ∞ Beatrix van Egmond (1335-1390)                | Gijsbrecht van Vianen (1320-1391) ∞ Beatrix van Egmond (1335-1390)                | Albrecht van Borselen (1310-1390) ∞ Beatrix van Domburg (-1398)                   | Albrecht van Borselen (1310-1390) ∞ Beatrix van Domburg (-1398)                   | Gilles van Arnemuiden (1320-) ∞ Margaretha van la Chapelle (1330-)                | Gilles van Arnemuiden (1320-) ∞ Margaretha van la Chapelle (1330-)                |
| Grootouders                            | Hendrik I van Borselen (1336-1401) ∞ 1383 Maria van Vianen (1362-?)               | Hendrik I van Borselen (1336-1401) ∞ 1383 Maria van Vianen (1362-?)               | Hendrik I van Borselen (1336-1401) ∞ 1383 Maria van Vianen (1362-?)               | Hendrik I van Borselen (1336-1401) ∞ 1383 Maria van Vianen (1362-?)               | Claes van Borselen (1350-1412) ∞ Maria van Arnemuiden (1365-1402)                 | Claes van Borselen (1350-1412) ∞ Maria van Arnemuiden (1365-1402)                 | Claes van Borselen (1350-1412) ∞ Maria van Arnemuiden (1365-1402)                 | Claes van Borselen (1350-1412) ∞ Maria van Arnemuiden (1365-1402)                 |
| Ouders                                 | Wolfert V van Borselen (1385-1409) ∞ Hadewich van Borselen- van Brigdamme (1440-) | Wolfert V van Borselen (1385-1409) ∞ Hadewich van Borselen- van Brigdamme (1440-) | Wolfert V van Borselen (1385-1409) ∞ Hadewich van Borselen- van Brigdamme (1440-) | Wolfert V van Borselen (1385-1409) ∞ Hadewich van Borselen- van Brigdamme (1440-) | Wolfert V van Borselen (1385-1409) ∞ Hadewich van Borselen- van Brigdamme (1440-) | Wolfert V van Borselen (1385-1409) ∞ Hadewich van Borselen- van Brigdamme (1440-) | Wolfert V van Borselen (1385-1409) ∞ Hadewich van Borselen- van Brigdamme (1440-) | Wolfert V van Borselen (1385-1409) ∞ Hadewich van Borselen- van Brigdamme (1440-) |
| Hendrik II van Borselen (1404-1474)    |                                                                                   |                                                                                   |                                                                                   |                                                                                   |                                                                                   |                                                                                   |                                                                                   |                                                                                   |